# Przedmurze (skały)

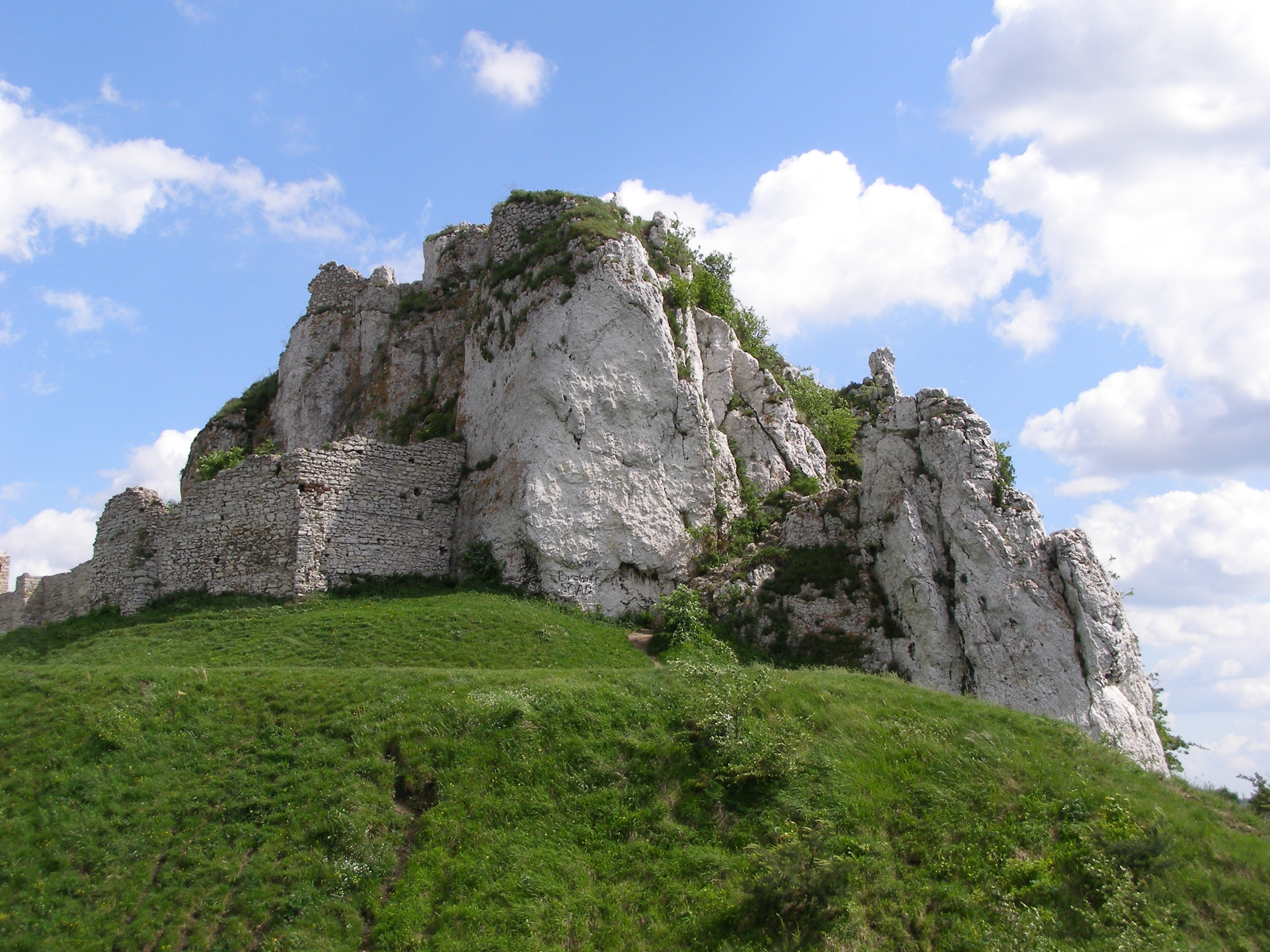
Skały Przedmurze przed remontem zamku

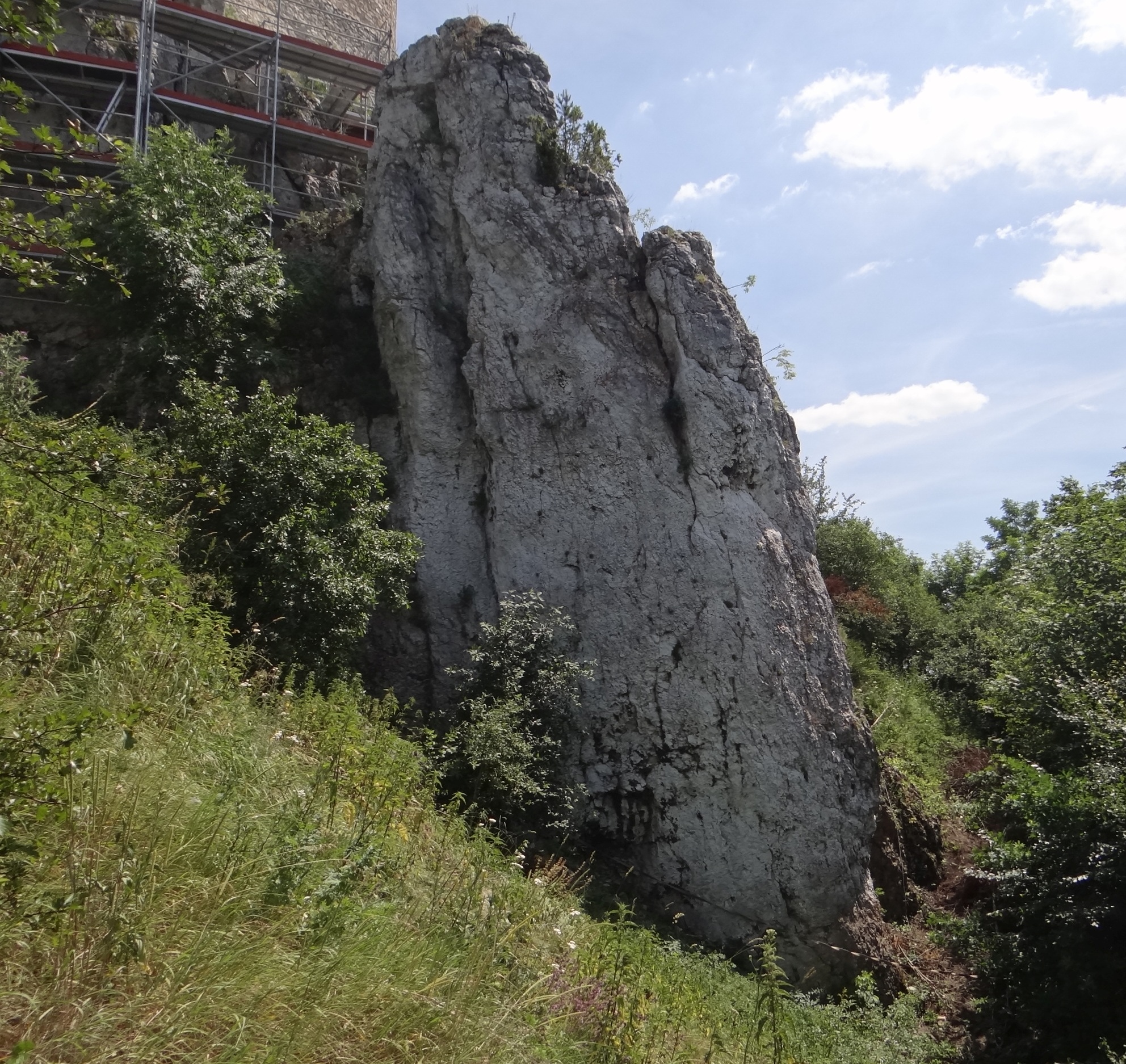
Skała Przedmurza w trakcie remontu zamku

Przedmurze – dwie wapienne skały na Wzgórzu Rabsztyńskim. Wkomponowane zostały w mury obronne Zamku w Rabsztynie i stanowią ich część. Znajdują się na Wyżynie Olkuskiej we wsi Rabsztyn w województwie małopolskim, w powiecie olkuskim, w gminie Olkusz.
Skały Przedmurze znajdują się na zachodniej stronie murów zamku na szczycie stromego wzgórza, nad fosami. Są to Górna i Dolna Baszta. Ich zachodnie, pionowe ściany mają wysokość do 14 m.

## Drogi wspinaczkowe
W 2007 r. wspinacze poprowadzili na Przedmurzu 4 drogi wspinaczkowe, Grzegorz Rettinger w 2019 r. wymienia już 6 dróg r. o trudności od V do VI.3+ w skali krakowskiej i możliwość poprowadzenia jeszcze jednej. Niektóre mają zamontowane stałe punkty asekuracyjne: stare kotwy mechaniczne (k), stare haki (h), spity (s) i stanowisko zjazdowe (st) lub ring zjazdowy (rz). 
1. Nielot; 2k + st
2. Filar zamkowy; VI.1+, 3k |st
3. Możliwość; 3s (stare)
4. Atak klaunów; VI.3, 5k + st
5. Kruchy kominek; V, 5k + rz
6. Deżawi; VI.1, 2h
7. Krucha ryska; VI[1].

Na Zamku w Rabsztynie oprócz skał Przedmurza do wspinaczki skalnej wykorzystywane jeszcze były skały Zamurza o wysokości 10 m (G. Rettinger opisuje je jako Zaścianek). W trakcie remontu zamku na jego skałach obowiązywał  zakaz wspinaczki. Tomasz Ślusarczyk pisze, że o ile skał Zamurza nie szkoda, gdyż są wątpliwej urody, zamknięcie skał Przedmurza jest dla wspinaczy stratą dobrego terenu wspinaczkowego.